# Birger Cederin
Birger Cederin, född 20 april 1895 i Höreda, död 22 mars 1942 i Stockholm, var en svensk fäktare.
Cederin gick på Gymnastiska Centralinstitutet 1919–1922 och utbildade sig till gymnastikdirektör.

 Han var även kapten. Cederin var en rutinerad medlem i det svenska lag som i Berlin 1936 tog silver i värja bakom det vinnande laget från Italien. Laget bestod av Birger Cederin, Gustaf Dyrssen, Gustav Almgren, Hans Drakenberg, Hans Granfelt och Sven Thofelt.  Cederin var medlem i Föreningen för Fäktkonstens Främjande (FFF) och hans kännetecken var den ekonomiska stilen där han arbetade med små behärskade rörelser.